# کونلسویل (پنسیلوانیا)
کونلسویل (به انگلیسی: Connellsville) شهری در ایالت پنسیلوانیا کشور ایالات متحده آمریکا است که جمعیت آن در سرشماری سال ۲۰۱۰ میلادی، ۷٬۶۳۷ نفر بوده‌است.